# آربی‌آی
آربی‌آی (انگلیسی: Restaurant Brands International) شرکت صنایع غذایی و رستوران‌های زنجیره‌ای کانادایی است، که در سال ۲۰۱۴ تأسیس شد.